# Cheremnykhita
La cheremnykhita és un mineral de la classe dels fosfats, que pertany al grup de la dugganita. Rep el nom per I.M. Cheremnykh (1928–), geòleg, descobridor del jaciment de Kuranakh.

## Característiques
La cheremnykhita és un fosfat de fórmula química Pb₃Zn₃(VO₄)₂(TeO₆). Cristal·litza en el sistema ortoròmbic. La seva duresa a l'escala de Mohs és 5,5.
Segons la classificació de Nickel-Strunz, la cheremnykhita pertany a «08.DL - Fosfats, etc, amb cations de mida mitjana i gran, (OH, etc.):RO₄ = 2:1» juntament amb els següents minerals: foggita, cyrilovita, mil·lisita, wardita, agardita-(Nd), agardita-(Y), agardita-(Ce), agardita-(La), goudeyita, mixita, petersita-(Y), zalesiïta, plumboagardita, calciopetersita, dugganita, kuksita, wallkilldellita-(Mn), wallkilldellita-(Fe) i angastonita.

## Formació i jaciments
Va ser descoberta al dipòsit d'or de Kuranakh, a l'Aldan (Sakhà, Rússia). Es tracta de l'únic indret de tot el planeta on ha estat descrita aquesta espècie mineral.